# Ángel Darío Acosta Zurita
Ángel Darío Acosta Zurita (Naolinco, México,  13 de diciembre de 1908 - Puerto de Veracruz, 25 de julio de 1931) fue un sacerdote católico ejecutado al comienzo de la persecución religiosa en Veracruz encabezada por el Gobernador Adalberto Tejeda. Fue beatificado el 20 de noviembre de 2005 junto a otros mártires mexicanos de la misma época.

## Biografía
Sus padres fueron Leopoldo Acosta y Dominga Zurita. Tenía una hermana, Elisa, y tres hermanos: Heriberto, Vicente y Leopoldo siendo Ángel Darío el mayor. Fue bautizado en la Parroquia de San Mateo apóstol en su natal Naolinco. Su padre tenía el oficio de carnicero y su madre le transmitió la fe y la instrucción cristiana. Debido a que le tocó crecer durante la época terrible de la Revolución Mexicana, el poco ganado y bienes que poseía su padre fueron arrasados por los revolucionarios de la región, perdiendo el medio del sostén de la familia, enfermó de gravedad y murió. Por tal motivo tuvo que empezar a trabajar para ayudar a su madre a sostener a sus hermanos debido a que vivían en la extrema pobreza. Durante una visita del Obispo Rafael Guízar y Valencia a Naolinco en busca de vocaciones sacerdotales, sintió el llamado al servicio de Dios, sin embargo, no fue aceptado en el seminario por ser muy joven y ser hijo mayor de una viuda con la obligación de cuidar a su familia. Por tal motivo, Darío se sintió profundamente triste y al verlo así su madre tomó la decisión de ir a Xalapa para entrevistarse con el obispo Guízar y Valencia y suplicarle que aceptara a su hijo en el seminario. El futuro beato Guízar lo aceptó para el seminario en un momento de tensión durante la persecución religiosa en México por lo que tuvo que trasladar su seminario a la Ciudad de México ante el anticlericalismo de las autoridades locales. En el seminario Darío se distinguió por su carácter noble y bondadoso y su intachable conducta. También fue un buen deportista destacándose en el fútbol jugando la posición de defensa según el testimonio de quienes fueron sus compañeros en esta época.

## Martirio
Recibió la ordenación sacerdotal el 25 de abril de 1931, de manos de Mons. Guízar y Valencia y celebró su primera misa el día 24 de mayo, en la ciudad de Veracruz. Mons. Guízar lo nombró vicario de la parroquia de la Asunción, (Catedral) en la ciudad de Veracruz, donde se desempeñaba como párroco el señor canónigo Justino de la Mora. También estaban ahí de vicarios el p. Rafael Rosas y el p. Alberto Landa. Desde su llegada a Veracruz, fue notable para la gente su fervor y bondad, su preocupación por la catequesis infantil y dedicación al sacramento de la reconciliación. Ante la situación de intolerancia del gobierno del estado encabezado por Adalberto Tejeda en contra de la iglesia católica y ante la cada vez más inminente amenaza de violencia, el párroco llamó en varias ocasiones a sus vicarios para manifestarles la gravísima situación y el peligro constante que corrían sus vidas, por el simple hecho de ser sacerdotes, dejándoles en absoluta libertad de ocultarse, si así lo consideraban, o de irse a sus casas, si así lo deseaban. La respuesta que obtuvo de los tres vicarios fue siempre: "Estamos dispuestos a arrostrar cualquier grave consecuencia por seguir en nuestros deberes sacerdotales". 
Se promulgó el Decreto 197 conocido como Ley Tejeda, referente a la reducción de los sacerdotes en todo el Estado de Veracruz, para terminar con el "fanatismo del pueblo". De parte del gobernador, fue enviada a cada sacerdote una carta exigiéndoles el cumplimiento de esa ley, al padre Darío le correspondió el número 759 y la recibió el 21 de julio de 1931. 
El día 25 de julio era la fecha establecida por el gobernador para que entrara en vigor y se cumplierta la intolerante ley. Las actividades en la parroquia de la Asunción transcurrían de manera normal. Las naves del templo estaban repletas de niños que habían llegado de todos los centros de catecismo, acompañados por sus catequistas. Había también un gran número de adultos, esperando recibir el sacramento de la reconciliación. 
El 25 de julio de 1931, a las seis de la tarde con diez minutos 4 o 5 hombres (aunque algunos testigos hablan de diez) vestidos con gabardinas militares, entraron por la puerta Oriental del templo, (por la calle de Mario Molina) y se fueron hasta el comulgatorio, se pararon y empezaron a disparar sin previo aviso contra los sacerdotes. El padre Landa fue gravemente herido. Al padre Rosas, no le pegaron, se protegió con el púlpito, se agachó y se cubrió. Recibió el roce de una bala en la pierna y milagrosamente salvó la vida.
Otro testigo, nos da un detalle importante que no podía notar el Padre Landa, demasiado lejos para oír. Ella oyó muy bien al Padre Darío que acababa de salir del bautisterio, en donde había terminado de bautizar a un niño, diciendo a los hombres: "Si algo quieren conmigo, acompáñenme a la Sacristía". "Antes de llegar a la Sacristía, le dispararon por la espalda. El Padre Darío cayó acribillado por las balas asesinas, bañado en su sangre, exclamando": "¡Jesús!"
Al escuchar los disparos, salió de la sacristía el señor cura De la Mora pidiendo que a él también lo mataran, pero los asesinos ya habían huido. El señor cura se acercó al padre Darío para darle los últimos auxilios espirituales. La tumba del sacerdote se encuentra en el sitio en donde fue asesinado por los esbirros de Adalberto Tejeda dentro de la Catedral de Veracruz.
Posteriormente el pueblo veracruzano se enteró de que a los pocos días del asesinato llegaron procedentes de la ciudad de Xalapa, unas pistolas marca <Star>, nuevas, como regalo de parte del Gobernador de Veracruz, el Coronel Tejeda, premiando a los que realizaron el artero crimen.
Para no exponer la vida de otros sacerdotes, el Obispo tuvo que ordenar el cierre de los templos durante seis años, de 1931 a 1937. ¡Seis años sin el apoyo de la Iglesia! El Gobernador trató a Monseñor Guízar y Valencia de hipócrita, y respondió de manera muy descortés a la carta del Obispo. Más bien, había dado orden de matarle, incluso, ofrecía una recompensa pecuniaria.

## Beatificación
Algunos años después, en 1962, el Arzobispo de Veracruz, Dr. Manuel Pío López, mandó una Carta Pastoral a todos sus diocesanos, con motivo de la institución del proceso informativo sobre la fama de martirio del Padre Darío y él relató un milagro que ocurrió en su tumba:
"Una religiosa del Asilo Veracruzano, deshecho el pulmón por tuberculosis en último grado, que llena de fé, se recostó en el sepulcro del Padre Darío, quedó sana instantáneamente".
El 19 de marzo de 1994, fue cuando se inició la Introducción de la Causa de beatificación del Padre Darío.
Sobre su tumba, trasladados sus restos mortales a la Parroquia de la Asunción, y precisamente cerca del lugar donde cayó mortalmente herido, se lee esta significativa inscripción, puesta por el pueblo cristiano, que confirma su gran martirio.
Fue beatificado el 20 de noviembre de 2005 en el estadio Jalisco de Guadalajara junto con otros mártires laicos y sacerdotes.